# Драйсдейл (река)
Дра́йсдейл (Дрисдейл; англ. Drysdale River) — река в Австралии. Впадает в залив Нейпиер-Брум Индийского океана. Протекает по территории северного Кимберли на крайнем северо-востоке штата Западная Австралия.
Длина реки составляет 432 км, что делает её третьей по этому показателю среди водотоков Кимберли. Площадь водосборного бассейна — 15690 км².
Драйсдейл начинается на хребте Кэролайн. В верхней половине течёт на северо-восток, далее преобладающим направлением течения становится север. Среднее течение реки располагается в пределах национального парка Драйсдейл-Ривер. К северо-востоку от Калумбуру впадает в залив Нейпиер-Брум с восточной стороны, образуя эстуарий.
Основные притоки: Гибб, Вудхаус.
Река названа в 1886 году исследователем Чарльзом Берроузом в честь Т. Э. Драйсдейла из Мельбурна, директора Викторианской сквоттинговой компании.